# کانی رش (سردشت)
کانی رش، روستایی است از توابع بخش مرکزی شهرستان سردشت استان آذربایجان غربی ایران.

## جمعیت
این روستا در دهستان بریاجی قرار داشته و بر اساس سرشماری سال ۱۳۸۵ جمعیت آن ۱۴۸ نفر (۲۷ خانوار)
بوده‌است.